# 黄克勤
黄克勤（1934年7月—2020年3月15日），湖北武汉人，中国当代摄影家，中国摄影家协会理事。曾任武汉摄影家协会主席，湖北省摄影家协会副主席。

## 生平
1948年小学尚未毕业便辍学，在一家照相馆当学徒。1951年走上专业摄影之路，1979年加入中国摄影家协会。作品《假日之晨》曾获1983年全国摄影大赛一等奖；《长江女神——白鳍豚》曾在1989年入选《美国第98届职业摄影家国际展》；《土家儿女》曾获1995年中华民族风情影赛金奖。1987年主持成立了武汉摄影家协会；1989年主持创办了武汉与台北的首次摄影交流展。曾任武汉摄影家协会主席（1987年－2004年），武汉市文学艺术界联合会副主席（1988年－1994年）。受聘为武汉大学、华中理工大学摄影专业客座教授。著有《黄克勤摄影作品集》《实用摄影知识》《舞台摄影》等。1992年开始享受国务院政府特殊津贴。2006年获中国摄影家协会“突出贡献摄影工作者”表彰。2020年3月15日在武汉逝世。